# Dorin Hociotă
Dorin Hociotă (d. 19 martie 1990) a fost un medic român, specialist în cofochirurgie și ORL. A fost președintele Societății Române de ORL între anii 1979 și 1990.
Prof. dr. Dorin Hociotă a conceput și a aplicat o nouă tehnică operatorie pentru reabilitarea auzului, prin înlocuirea oscioarelor articulate din urechea medie cu proteze plastice.
Dorin Hociotă a fost unul dintre medicii care l-au tratat pe Nicolae Ceaușescu.

## Distincții
- Ordinul „Meritul Sanitar” clasa I (29 aprilie 1983) „pentru contribuția adusă la înfăptuirea politicii partidului și statului de făurire a societății socialiste multilateral dezvoltate în patria noastră și rezultatele deosebite obținute în întrecerea socialistă pentru îndeplinirea și depășirea planului național unic de dezvoltare economico-socială pe anul 1982”[4]